# 太田光
太田 光（おおた ひかり、1965年〈昭和40年〉5月13日 - ）は、日本のお笑いタレント、司会者、作詞家、文筆家、川柳作家、俳優。お笑いコンビ爆笑問題のボケ、ネタ作成を担当。相方は田中裕二。
埼玉県入間郡福岡町（上福岡市を経て、現在はふじみ野市）出身。タイタン所属。

## 概要
1988年に田中裕二とのお笑いコンビ「爆笑問題」のメンバーとしてデビュー。荒唐無稽なボケやギャグで注目を集める一方で、政治・社会問題に対する持論も度々展開しており、生まれ育った日本への強い愛情と世界平和を希求する思いを発信し続けている。漫才のネタ作りを担当している他、コントや小説の執筆、作詞や川柳の作成及びイラストの作成などのセンスも評価されている。

## 略歴
父親の三郎は建築士で、書道も嗜んでおり文学やお笑いにも興味を持っていた。「光」と命名したのは父三郎で、正しい「right」と明るい「light」という意味を掛けて「ライト」と名付けたかったが、漫才師のコロムビア・トップ・ライトと同じになるのでそれは避けて「光」にしたといい、光り輝くように、という意味も込められている。母親の瑠智子は女優志望で、俳優養成所に所属していたことがあり、光は幼少時より母に連れられて舞台を観にいっていた。女優志望であった母は発声が得意だったため寝る時には必ず光に本を毎晩読み聞かせており、光は楽しみにしていた。そのことがきっかけで自ら児童文学を読むようになり、父親も文学に興味があるため家には大量に本があり、光が欲しがるならば本を買い与えた。
1972年、上福岡市立第二小学校（現：ふじみ野市立上野台小学校）に入学し、1975年に上福岡市立第六小学校（現：ふじみ野市立元福小学校）へ転入、1978年3月同校卒業。同年4月上福岡市立第二中学校（現：ふじみ野市立葦原中学校）に入学、1981年3月同校卒業。同年大東文化大学第一高等学校入学、1984年3月同校卒業。同年4月日本大学芸術学部入学、1985年に中退（『太田光自伝』では1986年がやめた年としている。また、『三三七拍子』では退学手続きをしていないので除籍と書いている）。
日本大学芸術学部演劇学科で田中裕二と知り合う。二人で1988年3月に爆笑問題を結成し、現在に至る（→爆笑問題#過去、#出演）。
1990年9月26日、当時同じ事務所（太田プロダクション）だった元芸人でタレントの松永光代（現在のタイタン社長・太田光代）と結婚。太田の一目惚れだった。恐妻家であり、豪快な妻との奇妙な結婚生活はエピソードに事欠かない。
2012年3月19日、父親が急性循環不全のため、亡くなる。

## 人物・エピソード

### 影響を与えた人物
父・三郎からは「落語や文楽、人を楽しませること」を教わり、前述の通り本の読み聞かせをしてくれた母・瑠智子からは「演劇や小説や物語の楽しさ」を教わったといい、「本当につくづく、親父とお袋に生き方を教育されました」と感謝の念を母の告別式で喪主として挨拶をした際に話している。
自身の人格形成に影響を与えた人物としてビートたけし、カート・ヴォネガット、立川談志、植木等、桑田佳祐、チャールズ・チャップリンといった6人の名前を挙げている。各人物との交流や自身の芸風・作品に与えた影響については後述する。

### 芸風
基本的には漫才を制作しているが、活動初期および2016年のタイタンライブ開始から20周年を記念したライブや2018年の爆笑問題の単独ライブ『O2-T1』では自身の脚本によるストーリー性を持ったコントも演じられている。このこともあり、お笑い芸人がトップクラスになるとネタをやらなくなる風潮に対しては厳しい見解を示しており、「芸人として逃げ」と評し批判している。
非凡な才能や知的なイメージと後述したお笑いに対する真摯な姿勢もあって芸人・表現者としての評価は高いものの、テレビ番組やラジオ・ライブなどの公の場に出演する際には話を脱線させたり、無鉄砲な言動・行動・ボケ・意見をすることが多く、毀誉褒貶の激しい人物でもある。それが批判されることが多いにもかかわらず、あまりにもそうしたことを繰り返すため、「バカッター芸人」とも呼ばれている。それゆえに自身の過激な言動・行動が原因でネット上で非難されたり、知的なイメージとのギャップを共演者から嘆かれたり、妻の光代から叱責されることもよくあり、自身のラジオでたびたび反省の弁を述べることもある。漫才や雑誌の連載で他人の失言を批判する発言やボケをすると、田中から「日頃から失言しているお前に言われたくない」と突っ込まれることもよくある。また、くりぃむしちゅー・上田晋也からは「あんたが売れた理由がまったくわかんない」「あんたから言論の自由を奪いたい」と冗談交じりに言われたこともあり、さらに後述の通り上田の相方の有田哲平からは「大嫌い」などと、あくまでもネタの範疇ではあるが罵られている。太田はこれらの振る舞いや自分の意見を番組で述べることについて「自分は憧れているビートたけしとは別物である」といった思いの表れであることも述べている。ただし、情勢や番組の内容によってはおとなしくしたり真剣に話すなど芸風を使い分けている。それゆえに神田愛花からは「太田さんは、本当はいい人なのに盛り上げようとして無理してるのでは?」と指摘されている。
漫才で時事ネタを扱う理由として「ネタがつきないから」「社会に対して言いたいことなど何もない」「私のネタにはメッセージなどない。ウケればそれでいい」と述べている。爆笑問題の漫才を「風刺」として捉える見方があることについては、硬軟幅広くネタを取り入れ、且つ太田のボケには下記したとおりナンセンスなものも含まれているため「時事ネタを話題にはしているけれど、ボクらの漫才は1個も社会風刺してないことがわかるよ」とコメントしている。
古舘伊知郎は太田のボケを「あたかも意味のある興味深いトークをしているようで、どこまで意味があるの?っていう思いが募った時に、完全にその意味のあるテレビサイズのトークを無意味化する。これって気持ちいいんですよ」と評している。
お笑い評論家のラリー遠田は、爆笑問題の漫才における太田のボケには、「シンプルボケ」「毒舌ボケ」「ナンセンスボケ」という3つの種類が存在すると評しており、とくに「ナンセンスボケ」については爆笑問題の漫才の隠し味になっているとし、「毒舌ボケ」よりも高く評価している。
フリートークでは「見ている人に嘘をつかない」スタンスをとっており、水川かたまり（空気階段）のようにこの姿勢を見習っている芸人もいる。
「やっぱり俺は日本という国が好きだ」「もうそろそろ愛国心にあふれた平和主義者が必要なのではないか」といった発言をしていることでも分かるように、生まれ育った日本への強い愛情と世界平和を希求する思いを持ち合わせている。この思いを含め、『一冊の本』（朝日新聞出版）の中での「芸人人語」などのように単独での雑誌の連載の際は、思慮深く且つ真面目に物事を語る内容が大半である。また、単行本発売時には「本家『天声人語』よりも長くて深くて切れ味が鋭い」という言葉が事実上の売り文句となった。この連載では後述の主張・信条の項目でも分かるように、発行元の親会社から発行されている『朝日新聞』の論調と全く異なる内容の文章を書くことも多い。

### ネタ・小説の創作
漫才のネタ作りは田中や作家を交えて行われており、ネタになるニュースの素材やアイディアの提供は田中や作家が行い、ボケは太田が考え、一通りネタが揃うと後述の通り太田がパソコンでまとめている。
台本や原稿は一人になってからパソコンを使って書いており、このことが連載の中でネタにされる場合もある。
自身の小説の作風はカート・ヴォネガットの影響が強いとされ、SFでありながら、社会や政治などあらゆるものを組み込んで茶化していく世界観が共通している。一方でメルカリマガジンに掲載された短編小説『がらくた』のように実体験を元にした作品も存在する。
『小説新潮』1997年12月号では近未来SF短編『終末のコメディ』が掲載されている。内容は原因不明の伝染病が流行した世界で、テレビの中のコメディアンがボケ続け、視聴者に外出することを呼びかけるものである。
2010年に刊行された短編集『マボロシの鳥』では寓話や童話、SFなどの要素が散りばめられた9つの物語が収録されている。
2012年に刊行された小説『文明の子』では「短編風の形でありながらうっすらと全体の物語がつながっている」構成になっている。これは前作の『マボロシの鳥』の評価が否定的なものが多かったことや一般の読者から長編小説を希望する声が多かったことがきっかけとなっている。東日本大震災や福島第一原子力発電所事故後に起こったメディアや表現者が不安や恐怖心を煽る風潮に対し「俺はそういう見方はしたくないな」と思ったことが作品の内容に影響を与え、「文明を肯定しにくい今の状況下で、なんとかポジティブに捉えられないだろうか」「自分の中の思考実験というか、挑戦してみようかな」と感じて執筆したと明かしている。
前述の2018年の単独ライブは漫才を一切行わずコントのみで構成しており、台本も太田一人で執筆を行い、完成後に田中に開催の決定とネタの内容を同時に知らせている。このライブでは「病院の待合室」「数字男」「二人の兵士」「医者と患者」「爆チュー問題」が披露され、『文明の子』と同様にそれぞれ別個のコントでありながら一つ一つがストーリーとして繋がっていくスタイルを採用している。
2023年に刊行された長編小説『笑って人類！』は元々は映画の企画として2年かけてシナリオにしたものをボツにされ、再び2年かけて小説にし直したものであり、その後も社長の光代によるチェックなどの2年に渡る手続きが行われており、結果的に計6年もの制作時間がかかっている。太田はこの小説について「日本の平和主義は幼稚で世界では通用しないのかもしれないけど、でもシリアスな状況の中で通用してしまったらどうなるんだろう。そんな世界を描いてみたかった」と語っている。また、これとは別に書き留めて保留にしていた小説が存在することがインタビューで明かされており、『笑って人類！』のプロモーションが一段落つき次第そちらの制作に着手する可能性があることを示唆している。

### 主な持ちネタ・ギャグ
一部のフレーズは「新語・流行語大賞のノミネートを狙う」としながら思いつきで乱発していたものであるが、現時点ではノミネートされたことはない。
- （中指と人差し指を額につけ、相手に向けて）ピップ
2005年頃に行っていたギャグ。『爆笑問題カーボーイ』（TBSラジオ）でも「私もピップやってみました」というコーナーをつくって、リスナーに流行させようとした。
- （親指と人差し指でメガネを作ったあと両人差し指を前に出し）プシュー!
- プーライ!
その前はプレイ!というフレーズを述べていたが、のちにこれに定着した。
- どゆこと!?
2010年頃に『笑っていいとも!』でタモリと行ったギャグで、2010年女子中高生ケータイ流行語大賞にもノミネートされた[59]。
- とても楽スミダ
2011年に行なわれていたギャグ。
- こっちかんぴょう巻き、この人かっぱ巻き
2013年頃に『笑っていいとも!』でタモリと行っていたギャグ。2014年3月26日放送ではこれをベースにした漫才をタモリと行っている[60]。
- ションベンちびるかと思った〜!!
2013年頃に行なっていたギャグ。事務所の後輩の日本エレキテル連合もこのギャグをコントで使用したことがある[61]。しかし、流行語大賞を先に獲られてしまうという皮肉な結果になった[62]。
- はい、こちらポンポコ商事です
2015年に『爆笑問題カーボーイ』のコーナー「太田流行語大賞」をきっかけに行っていたギャグ。このギャグを流行させたいため、田中が山口もえと結婚した際にはこの結婚を「ポンポコ婚」と勝手に命名していた。しかし、2016年ごろに太田が「ポンポコ商事は倒産した」と言っていたため、自然消滅した。[63]。同年のガジェット通信主催のネット流行語大賞2015にノミネートされていた[64]。また、『カーボーイ』のリスナーでもある[65]女優の真木よう子が自身のInstagram[66]などで使用したことがある。
- 替え歌
太田が思い付きで述べるもの。これらがきっかけで『爆笑問題カーボーイ』ではリスナーに替え歌を募る「私も卒業歌ってみました」「私も福山歌ってみました」が作られたこともある。
「家族になろうよ」（福山雅治）の替え歌で「明日おいらが出てきたときにはお前は誰だ」「いつか坊さんみたいな愉快なハゲた頭で」
「15の夜」（尾崎豊）の替え歌で「盗んだパンツで走り出す」
「千の風になって」（秋川雅史）の替え歌で「私のお墓にニスを塗らないでください」「私のお墓の前で死なないでください」
「TSUNAMI」（サザンオールスターズ）のAメロの替え歌で「酒に戸惑う〜」[67]
など。
- その時々に流行っている楽曲をビートたけし口調で歌う
これは『笑っていいとも!』で木村カエラの「Butterfly」をたけし口調で歌ったことがきっかけで行われているもの。太田曰く「そこそこウケる」という[68]。
- 自作の川柳を『カーボーイ』で発表する
第一生命の企画コンクール『サラリーマン川柳』に対抗して行われている。作品のクオリティはファンや相方の田中からも高く評価されている[15][69]。
- 存在しない架空の人物を勝手に作る
おさだはるこ（自身が『ボキャ天』で「王貞治」を捩ったダジャレを作ろうとしたが、ダジャレのセンスが全くなかった故に出来たフレーズ）
のり山ピー子（2009年に酒井法子の話題が多く報じられた際の漫才で使っていた）
すどうまほ（スマホが流行した頃の漫才で多用していた）
- 独特な略称を作る
漫才やラジオでたびたび披露する。主な例は以下の通り。
えいきっつぁん（矢沢永吉を「きんぱっつぁん」風に略したボケ。正しい愛称は「永ちゃん」[70]）
ザキハマ（浜崎あゆみを略したボケ。田中から「ザキヤマみたいな言い方するな!」とツッコミが入る。正しい愛称は「あゆ」[71]）
わたた（渡辺麻友を略したボケ。正しい愛称は「まゆゆ」[72]）
北ちゃん（北島三郎を略したボケ。正しい愛称は「サブちゃん」[73]）
ボージョレー（暴力団排除条例を略したボケ。田中から「ワインじゃねえんだよ!」といったツッコミが入る[74]）。
- 他人の名前を名乗る
代表的な例は以下の通り。
『爆笑問題カーボーイ』の冒頭で「〇〇（その時々で話題になった人物）の友達の××（前者やそれに関する事柄をもじったフレーズや○○の人物と同姓であるのみで無関係の人物であることが多い）です」と挨拶する[75]。
『太田上田』（中京テレビ）のタイトルコールで「〇〇××」と発する。〇〇と××にはその時々に話題になった人物の他に[76]、「いくよとくるよ」[77]「ワカメカツオ」[78]「太陽とシスコムーン」[79]「松本中居」[80]などのパターンもある。
『オールスター感謝祭』（TBS系列）の「赤坂5丁目ミニマラソン」のランナーに立候補し、マラソンに出場しなかった人物のゼッケン[注釈 5]を着用して走った[81][注釈 6]。
2008年12月に鼠径ヘルニアの手術で全身麻酔を受け、確認の為に医師から名前を聞かれた際に「木村拓哉です」と名乗った[82]。
2016年11月に亡くなった母・瑠智子の告別式での喪主の挨拶の冒頭と終盤に「ドナルド・トランプです」と名乗った[23]。
後述の裏口入学報道に関する裁判の冒頭に行った嘘偽りを述べないことを誓う宣誓の場面で「伊勢谷友介」と名乗った[83]。
妻の光代と共に出席した『日本ネーミング大賞2020』の冒頭で「アンジャッシュの渡部です」「宮崎謙介です」などと同年に不倫で世間を騒がせた人物の名前を名乗った[84]。
『TBSドキュメンタリー映画祭 2022』のアンバサダーに就任した際の会見で「恵俊彰です」と名乗った[85]。
『Nスタ』（TBS系列）に『選挙の日2024』の番宣でゲスト出演した際に「ただいまご紹介にあずかりました池上彰でございます」と挨拶した[86]。
- シュールな妄想をする
代表的な例は以下の通り。
「もしも、冬が寒くならず、臭くなってくるとしたら」 「もしも夏になると痛くなるとしたら」 - 1990年代に演じていた漫才より[87]。
「空から降ってくる雨が、飴玉だったら楽しいのにな」 - 1998年4月26日放送『情熱大陸』より[88]。
「もしも地球にやって来た宇宙人が初めてラーメンを食べたらどんな反応をするか」 - 1998年に発売したVHS『爆笑問題のハッピータイム』より[89]。
爆チュー問題のコントもそういった発想を活かした内容が多い[90]。また、自身の小説にも『笑って人類！』に登場する「人間の魂を宿したロボット」「樹脂素材で出来た"黒ずんだ肺"などに代表されるグロテスクなパッケージデザインで且つ一本取り出す度に『死ネ』という音声が流れるたばこ」「グルメサイトなどと同じ要領で国民につけられる順位」などのようにそういった発想を活かしたアイテムやシステムが登場する[58]。
- 下ネタ
多くの番組で行っており、共演者や朝の生番組である『サンデージャポン』（TBS系）のスタッフから止められる事もある[37][91]。花田紀凱は爆笑問題の下ネタを「品が悪くない」と肯定的に評価している[92]。
- ピエロのコスプレをする
ピンで出演した『FNS27時間テレビ』（2013年、2017年、2019年）や2021年2月の田中の療養中に出演した『ENGEIグランドスラム』で披露[93][94]。後者では田中の病状、木村有希の知人男性に関する不祥事、新型コロナウイルス感染拡大による東京オリンピック・パラリンピックへの影響などをネタにし、オチのウケが今一つだと「プぺルしてますか?」という謎の言葉をブリッジとして用いるという急遽制作したスタイルの漫談を行っている[94][95]。『ENGEIグランドスラム』のMCのナインティナインは田中の不在を逆手に取ってピンで出演した太田の英断を称え、後に岡村隆史と矢部浩之が共々口を揃えて「面白かった」と『ナインティナインのオールナイトニッポン』で語っている[95]。
太田によると、ピエロを好む理由は母に「サーカスの中でピエロが一番すごいんだよ」と教えてもらったことがきっかけで、「道化っていうのは、綱渡りから何から全部できる人じゃないとできない。『これ、全部失敗したフリだから』って教えてくれたんです」「チャップリンもそういう人じゃないですか、なんでもできるんだけど（あえて）失敗してみせる。そこが原体験だと思います。だから、いまだにピエロのメイクが好きで」と語っている[96]。
- 他の芸能人のギャグ・ネタ・話題となったフレーズを発する
- 太田が聴取している地方局のラジオ番組（後述）のパーソナリティの名前（「横山コノヤロー!」[97]）やギャグ（和歌山県を中心に活動する落語家・桂枝曾丸の「あで～」[98]など）を無関係の番組や漫才の冒頭で叫ぶ
- 「助けてくれぇ〜!!」などの本筋とはまったく関係のない言葉を発する[99]
太田はこの言葉を叫ぶことについて「“これから漫才をやるから助けてください”っていう心からの叫び。不安でしょうがないの」としており、観客への呼びかけである旨を語っている[100]。
- 裏口入学報道（後述）関連[101]
- 着ぐるみに襲いかかる
『太田上田』でのチュウキョ～くんとの出会いをきっかけに、着ぐるみのマスコットキャラクターと共演すると飛びかかって押し倒したり[102]、頭を取ろうとしがちである。『ぽかぽか』のキャラクター・まんぷく昼太郎のへそを引きちぎったこともある[103]。
太田の大ファンを公言する声優の花澤香菜はこの一連の流れを気に入っており、『太田上田』にゲスト出演した際には番組側に「まず着ぐるみに入って太田さんに吹っ飛ばされたい」という要望を出したが、スタッフの判断で却下されている[104]。

など。

### お笑い・同業者に対する批評眼
タイタンの後輩のキュウの二人は太田のことを「『芸人が考えることが一番面白い』という考えで芸人を大切にする人」と評しており、その意識が「所属していればどんなに売れていない芸人でも”タレントさん”と認識して扱ってくれる」「ネタ見せでも、プラスアルファになるような提案をしてくることが多い」といったタイタンの社風にも繋がっていることが語られている。また、太田はタイタンライブに他事務所の芸人をゲストとして呼び込む際に行うオーディションに関しても、審査をする作家達に「芸人に対してダメ出しだけはしないでくれ」という忠告をしている。後輩芸人に対する気遣いもあって、塙宣之（ナイツ）からは「やさしいよね。太田さん」と言われるなど、人柄に対する評価にも繋がっている。
2022年度の『M-1グランプリ』優勝者となったタイタンの後輩のウエストランドの漫才に対して「（『M-1』の審査員だった）富澤（たけし）とか（博多）大吉とか塙（宣之）とか、みんな下向いてんだよ。松本（人志）さんもそうだけど。富澤も言ってたけど“僕らも共犯ですからね。笑った人みんな共犯ですからね”って、あれが、要するにウエストランド見てたときに、リアクション取らざるを得ないんだよ」「芸人の性なんだよ。そうすると、ウエストランドの漫才に、全員参加しちゃったんだよ。俺そこが一番感動して。やっぱ芸人ってすげえな!って思って、すごいそこが一番ゾクゾクした。だから、井口（浩之）は全員巻き込んだんだよ! だから勝ったんだと思うんだけど」と評価している。また、ダウンタウンの漫才を「すごいな、立ち話みたいな感じで漫才をやるっていうのが。俺らにはできないスタイルだから、めちゃくちゃおもしろかった」「あれが本当の漫才のスタイルだな」「ずっとネタをやってほしい」と高く評価したり、アンジャッシュが行っていた『すれ違いコント』に対して「シェイクスピアの喜劇のような、勘違い、誤解、言葉遊びだ」「よく出来ていて、初めて見た時はこれほど達者だったのか、と驚いた」「実にスマートなコントだった」と評価したり、ハライチが行っている『ノリボケ漫才』に対して「漫才のフォーマット、あれはもう画期的だ」と評価し、2009年に初めて『M-1』に出場した際に行ったネタを「その年はハライチが一番面白かった」と語るなど、タイタンの芸人のみならず他事務所の芸人のネタや芸風に関しても的確な批評を度々行っている。一方で『M-1』を始めとした賞レースの審査員をすることに関しては「依頼があったとしても断ると思う」とし否定的な見解を示している。理由として「笑いの世界の正解なんて、俺には本当にわからない」「せっかくのあの大会の緊迫感をぶち壊してしまう予感がある」「審査よりも先に、とにかく自分がウケたくなっちゃうっていうね（笑）」「『いまこの場で0点とか出したらどうなっちゃうんだろ？』『いやいや、さすがに『M-1』でそのボケはダメだろ』という葛藤はあるだろうけど、やっぱり0点を出してしまう気がする。いや、絶対に出す。俺にはその誘惑に勝てる自信が一切ない」と語っている。2022年9月10日に放送された『FNSラフ&ミュージック2022〜歌と笑いの祭典〜』第1夜に出演し、『M-1』の審査員の一人でもある松本人志（ダウンタウン）から「俺も太田に聞きたいことあんねん。『M-1』の審査員とかやらへんの?」と尋ねられた際にも同じ理由で辞退している。なお、前述のウエストランドやハライチに関するエピソードでも分かるように『M-1』を始めとした賞レースの価値や存在意義は否定しておらず、「毎年、俺は『M-1』をふつうに視聴者の目線で楽しみにしている。この番組で新しいコンビや新しい笑いの形を知ることも多い」と語っている。
岡村隆史（ナインティナイン）が『オールナイトニッポン』で失言をした際や中田敦彦（オリエンタルラジオ）が性加害疑惑発覚以前に松本人志（ダウンタウン）を批判した際などのように、同業者が失言や不祥事を起こした際には『カーボーイ』で自身の見解を述べることもある。また、子役時代の内山信二と学園祭で共演した際には、当時の内山が生意気で天狗だったこともあって「おい内山、お前は今だけなんだからな。よく覚えとけよ。調子に乗るな」と警告する旨を言ったことがあると明かしている。

### 映画への造詣
映画鑑賞が趣味である。敬愛する映画監督にチャールズ・チャップリン、ウディ・アレン、ジョージ・ロイ・ヒル、テリー・ギリアム、黒澤明などを挙げている。TSUTAYA提供の伊集院光の映画ラジオでは『8 1/2』『ラスト・タンゴ・イン・パリ』『ジャイアンツ』を推薦した。
コメディでは森繁久彌が主演した『社長シリーズ』や植木等、谷啓などのクレイジーキャッツのメンバーが出演した『無責任シリーズ』のファンであり、「ああいう映画を作りたい」という旨を語っている。
「（フランス俳優の、『天井桟敷の人々』で知られる）ジャン＝ルイ・バローのパントマイムが芸人を目指すきっかけ」と発言。上記の『天井桟敷の人々』の脚本で知られる、詩人ジャック・プレヴェールがシナリオを手掛けた『王と鳥』（『やぶにらみの暴君』）がスタジオジブリでリバイバル公開された際に、翻訳を手掛けた高畑勲と対談し、映画館でトークをした。
ハードボイルドやアウトロー系では、『荒野の七人』や『大脱走』知られるスティーブ・マックイーンが、暴力派でスローモーション演出＆暴力描写のサム・ペキンパー（『ワイルドバンチ』や『わらの犬』、『ガルシアの首』で知られる）と組んだ銀行強盗サスペンスアクションのロードムービーの『ゲッタウェイ』を絶賛しており、「マックイーンにはシルベスター・スタローンなどにはない哀愁や孤高性があるよな」「『ゲッタウェイ』なんて最高だぜ。すげえ、ホコリくさくてさ」と語る。日本のアウトロー系では松田優作の大ファンであり、『太陽にほえろ!』や『探偵物語』をリアルタイムで鑑賞し、『大都会 PARTII』の徳吉刑事が松田が演じたキャラで一番好きなキャラだと公言しており、映画では『野獣死すべし』が一番好きな優作映画と語る。
アメリカン・ニューシネマの『真夜中のカーボーイ』が大好きで、レギュラーを務めるラジオ番組のタイトルを「爆笑問題カーボーイ」にし、ダスティン・ホフマンとの対談で、ホフマンは「まさか、僕のストーカーじゃないよな？」と太田に笑顔を向けた。
一番好きな映画として前述のロイヒル監督のポール・ニューマン＆ロバート・レッドフォード主演の『スティング』を挙げる。『街の灯』や『カイロの紫のバラ』『ダイ・ハード』と共に、前述のトリオの『明日に向って撃て!』のファンで知られる。
1991年に森田芳光総指揮のオムニバス映画『バカヤロー!4 YOU! お前のことだよ』で、第一話「泊ったら最後」の監督を務めた。その後、前述の通り自らの指揮での映画製作を目標に挙げており、制作に向けて映画製作会社と内容に関して打ち合わせした際に「シナリオがつまらない」という理由でことごとく否決されていることを明かしていた。2018年にはオムニバスの1編の脚本・監督を務めた映画『クソ野郎と美しき世界』（「光へ、航る」）が公開。受賞は逃したものの、第61回ブルーリボン賞監督賞にノミネートされていた。同作品についてRHYMESTER・宇多丸は「映画としてこういう見せ方をすると、垢抜けないんだけどな……みたいなところも、少なくない」としながらも、「（本職の映画監督が担当した他の編と比べて）映画監督ではない太田光さんのパートがいちばん見ごたえがある」と評価している。

### 読書・文学への造詣
読書家で、年100冊を超えるペースで本を読む。敬愛する作家にヴォネガット、アーヴィング、サリンジャー、カポーティ、太宰治、宮沢賢治、向田邦子、司馬遼太郎など。高校時代の愛読書は亀井勝一郎、島崎藤村。ヴォネガットファンとして有名で、事務所の名前「タイタン」や飼っていたオカメインコの名前「キルゴア」はヴォネガットの作品に由来するもの。アーヴィングとは新潮社出版『対談の七人』にて対談を行ったこともある。
村上春樹については『羊をめぐる冒険』などの初期の作品については肯定しているが、『世界の終りとハードボイルド・ワンダーランド』以降の作品から否定的で「会話が翻訳的であり、登場人物に人間味がない」と意見を述べている。一方で村上作品についてはすべて読んでいる。
『知るを楽しむ・私のこだわり人物伝』（NHK教育、2005年6月）では、向田邦子とドラマ『阿修羅のごとく』を語った「女と男の情景」と題した講義を担当し、2006年元日には村松友視とお互いの講義した人物について語る特別番組が放送された。
2009年から文藝春秋社で刊行されている『向田邦子全集〈新版〉』の月報をはじめ、向田邦子関連のコラムを多く執筆している。
太田の父親・三郎が文学青年だったころ、小説持ち込みのために太宰治のもとを訪ねたことがあるとのこと。

### 日本文化への造詣
歌舞伎・能・人形浄瑠璃などの日本の伝統芸能に対して敬意を持っており、「日本の伝統芸能がすごいのは、『悲しい』『うれしい』といった人間の喜怒哀楽が、首の角度や手のかざし方といった所作で表現できるはずだと長い年月をかけて、技術として突き詰めたところにある」「これは、日本の芸能とそれを感じ取れる日本人のすごいところだと思うんだけど、ただの人形が泣いているように見えるのには、その型があるということだから」と評価している。
父親の影響もあり落語鑑賞も好んでおり、好きな落語家として立川談志、三遊亭圓生、古今亭志ん朝、古今亭志ん生を挙げている。太田は落語の魅力を「落語を知らない人は、たぶん、『笑わしてくれる話なんだ』って単純に思ってるじゃないですか。でも、じつは落語って、すべての気持ちがあるんですよね。笑いたい人も、泣きたい人も受け入れる。だから、誰にでもお勧めできる娯楽だと思うんですよね。だって、『落語好きなんです』っていう人はいろんな分野にいるじゃないですか。だから、ほんとに、いろんなタイプのものがそろってるんですよ」と述べている。

### アート・イラストへの造詣
アート・イラストの観賞やオリジナル作品を制作することも好んでいる。子供の頃から漫画に登場するようなオリジナルキャラクターを考えて、それを元に空想をして遊んでおり、「俺は一人っ子だったから、究極の一人遊びだよ」と語っている。一冊のノートに『孤影』というタイトルのSF漫画を描いた経験もあり、内容は「宇宙戦艦ヤマトが大好きで、それを上回るスケールの物語」「我々の銀河系がある宇宙に、別宇宙から敵が攻めてくるという壮大なストーリー」であったことが太田の口から語られている。2021年春には期間限定で知育アプリ『maria＠home』にてオリジナル書き下ろし絵本「アマガエル」が配信された。
子供の頃は藤城清治の絵本を好んでおり、家にたくさんあった旨を語っている。それが故に藤城の挿し絵による『絵本マボロシの鳥』が制作・発表された際には喜んでいた旨を語っている。
高校時代に美術館で『泣く女』を観賞したことをきっかけにパブロ・ピカソの作品を愛好している。

### アニメ・ゲームマニア
本人によると、アニメマニアで、テレビアニメ『魔法少女まどか☆マギカ』の脚本家の虚淵玄を『爆笑問題の日曜サンデー』（TBSラジオ）のゲストに呼んで対談もした。アニメ『あの日見た花の名前を僕達はまだ知らない。』には、切なくて立ち直れなかったと語っている。『アフター6ジャンクション』（TBSラジオ）で放送されたTBSアナウンサー（当時）・宇垣美里のプレゼンを聞いて「『コードギアス』を見始めた」と話したり、ハライチ・岩井勇気の薦めで観た『ヴァイオレット・エヴァーガーデン』を絶賛していたことがある。
また、手塚治虫や藤子・F・不二雄、藤子不二雄A、石ノ森章太郎や赤塚不二夫などの作品も好きだと述べている。
漫画・アニメ『ど根性ガエル』のファンである。同作の主人公が着用する洋服を模した「ピョン吉Tシャツ」を『太田上田』（中京テレビ）のプロデューサー・菅賢治から大量に贈られたことがあり、それをきっかけにテレビ・ライブの出演時を除くラジオなどの仕事中や就寝中を含むプライベートで「ピョン吉Tシャツ」を着用することが多い。自身が着用する以外にも、共演した優香や中国放送（RCC）アナウンサー・中根夕希ら『平成ラヂオバラエティごぜん様さま』のパーソナリティ（後述）に「ピョン吉Tシャツ」を贈ったことがある。
スタジオジブリ作品に関しては、『未来少年コナン』以外の宮崎駿作品は「説教臭い」として嫌う一方、宮崎とともにジブリを設立した高畑勲の作品を好むことを公言しており、2014年には高畑の『かぐや姫の物語』の映像ソフト化に際して、スタジオジブリプロデューサーの鈴木敏夫から新しいキャッチコピーを創出する「特命コピーライター」に任命された。
ゲーム『MOTHER』の大ファンで、製作者の糸井重里の公式ウェブサイト『ほぼ日刊イトイ新聞』では対談が掲載された。『ドラゴンクエスト』もプレイしており、製作者ともゲームについて語っている。

### 主張・信条
- 生まれ育った日本への強い愛情と世界平和を希求する思いを持ち合わせている[7][8]。また、自身の政治信条として右でも左でもないというスタンスをとっており、価値観を右翼と左翼に分ける風潮に対する違和感があることも語っている[156][157]。それが故に右派・左派の双方からの批判を受けやすいタイプの人物でもある[158]。太田自身は「もうそろそろ愛国心にあふれた平和主義者が必要なのではないか」「もうそろそろ『平和主義のナショナリスト』が登場しても良いのになぁと思う[注釈 7]」と著書やラジオで語ったこともある[47][158]。
- 『太田光の私が総理大臣になったら…秘書田中。』（日本テレビ系）で、「太田総理」を担当した頃は自身が極端なマニフェストを提案し、石破茂をはじめとした政治家にかみつく姿がネット上で賛否両論になっていた[159][160]。2021年に選挙特番『選挙の日2021』（TBS系）の司会を担当した際も同様の批判がネット上で相次ぎ、後日『カーボーイ』や『サンデージャポン』で反省の弁を述べている[33][161]。選挙特番に関しては2022年以降は太田自身の態度及び番組内容の改善が功を奏し、以前よりは批判的な意見は減少傾向にある[162][163]。また、自身の意見が『逆張り』と批判されることに対しては「そんなつもりはさらさらなくて。自分の中では常に“順張り”なんですよ」「きっと俺は、世間一般の意見がわかんないんだろうね。だからいつも外しまくってるという」「でも、たとえ自分の考えが世間とずれていたとしても、思ったことしか言えないんですよ。テレビで思っていないことを口にするのは、自分で自分が嫌になっちゃうだろうし、難しいなと思います」と語っている[164]。
- 『日曜サンデー』でたびたび共演した大橋巨泉とは時折意見の違いで論争になることも多かった。ただし、両者とも一定の信頼関係の下で議論をしており、そのやりとりを端で見ていた田中は「口調も親子のケンカみたいになってくるので、楽しかったです」とコメントしている[165]。
- 『太田総理』時代を含め自身の政治主張の表現方法に関しては｢芸のないことをしてんなぁ｣「同じことを表現するのでも､テーマを奥に引っ込めて物語にしてみせるのが芸だろう」「本当はお笑いだけやるほうがいいんですよ。政治に口出すとか、物申す的なことってカッコ悪いから、やりたくない。芸人としては無粋ですからね」と自己批判する発言をしている[166][167]。
- 生まれ育った日本に対する愛着があることを公言しており、「なにより、東京や日本が好きだ」「やっぱり俺は日本という国が好きだ」といった発言をしている[168][7]。また、ニューヨークを訪れた際にアメリカ合衆国の不自由さを実感し、帰国した際には日本の自由さを痛感したことを明かしている[169][170]。
- 日本国憲法第9条に関しては堅持する立場を示している。一方で憲法改正の国民投票の決議をし戦後レジームを国民が自分たちのものとして捉え直すことには賛成の立場を示しており、その投票で護憲に票を入れるとしている。自身が執筆した長編小説『笑って人類!』に登場する講和条約には「何年かに一回、憲法を見直しましょう、でも必ず平和に向かいましょう」という文言を取り入れている[8]。また、もし在日米軍の撤退が行われるなどの条件があった場合には憲法9条の改正に賛成する可能性があることを示唆したこともあり[171]、仮に国民投票の過半数で改正され自衛隊が国防軍となった場合は「そうした日本に忠誠を誓う」「それが民主主義だろうと思う」としている[172]。また、2017年3月に訪米し首都・ワシントンD.C.にて講演を行った橋下徹が憲法改正の問題に絡めて「アメリカから日本に対し、外圧をかけてもらいたい」と発言したことに対して「だったら、それアメリカに頼むなよ」「（日本の問題は）日本人が出す結論じゃなきゃ、意味がない」と反論し、アメリカからの外圧でたとえ日本が変わっても、日本国憲法に対する「押しつけ憲法」との指摘と同様、それでは今まで通りの戦後レジームのままだと疑問視した[173]。
- 靖国神社への参拝やA級戦犯の合祀に理解を示し、戦死者や遺族の心情に寄り添う立場をとっており「その人たち（A級戦犯）が悪いと決めたのは、（勝者による）東京裁判」と指摘し、日本や英霊の立場については「自分の親が国を守ろうとしてやったことには、そのときの事情があったんだと思います」と2013年に『日曜サンデー』で発言しており、対談相手の大橋巨泉と対立した[174]。太田は『一冊の本』での連載「芸人人語」でも改めて「世間からは誤解を受けやすいが、私は靖国参拝には賛成だ。たとえA級戦犯であろうとも、たとえ敗戦により、罪人になろうとも、彼らは私の親であり、この国を守ろうとしたのは確かだと思うからであり、おそらく私自身もその時代に生まれていたら、同じ判断をしただろうと、確信しているからだ」と先述と同様の発言を行っている[175]。
- 皇室や天皇に対しては畏敬の念があることを述べており、「思想や国粋主義だとか、右翼だとか左翼だとか、そういうことに関わらずですよ。歴史なんですよ、陛下っていうのはね」としている[176]。特に東日本大震災発生時に明仁が被災者に向けてメッセージを発したり、被災地を訪問するなどの行動をしたことに対しては感動した旨を語っている[176]。また、園遊会において明仁に直接手紙を渡した山本太郎については「日本人が昔から持っている畏れみたいなものを感じない人の行為のような気がする」といった見解を示した[177]。また、皇統の男系維持に一定の理解を示す発言をし、父親が昭和天皇に対して敬意を持っていた旨を語っている[178]。
- 有事や災害時にマスメディアや文化人・表現者がネガティブな情報や言葉で不安や恐怖心を煽る風潮に批判的な立場をとっている[11][179]。また、自身が敬愛する桑田佳祐（サザンオールスターズ）に対しては「そういう奴と正反対のところに桑田さんはいる」「真っ正面から表現するっていう姿勢はいつも見習いたいなと思ってます」「全然違うジャンルなんだけど、俺にとっては目標みたいなところがあります。おこがましいですけど」と語っている[180]。
- 東日本大震災や福島第一原子力発電所事故をきっかけに発生した風評被害に関しては批判的な立場をとり、流した者に対して「なぜ、放射能の毒性数値には敏感なのに、自分のその言葉の毒性には鈍感でいられるのか?」「そこで暮らす人々がその言葉を聞いた時に、どれほど恐れ、なにかを狂わすかもしれないことをなぜ想像できないのだろう?」といった疑問を著書で呈しており[181]、事故の直接的原因の違いを理由に、福島第一原子力発電所事故をチェルノブイリ原子力発電所事故と同等の「レベル7」とみなした日本の原子力安全・保安院と原子力安全委員会の判断に対して違和感があることを語っている[182]。また、太田は福島県をキーステーションにして全国に情報を届ける役割を担うことをテレビに対して求める発言をしている[183]。
- 死刑制度について「あってもいい」という見解を示している[184]。
- ミュージシャンや俳優が違法薬物事件を起こした際に飛び交う「作品に罪はない」という言説に関しては否定的なスタンスをとり、「芸能とか音楽は人を悪くもする」「芸術と倫理というのがどう処理していいんだかわからない。このこと[注釈 8]で決着がつく問題じゃなくて。人間がずっと考えていかないと答えは出ない。一概には言えない、難しい」として芸術と倫理は必ずしも結びつかないことを主張している[185]。なお、表舞台に復帰することに関しては容認する姿勢を示している[186]。
- 元マネージャーが覚せい剤取締法違反容疑で逮捕されたことが報道された際には防げなかったことへの責任を述べ『サンデージャポン』で謝罪を行った[40]。元マネージャーはタイタンに勤務していたころから薬物を使用していたこともあり、日大時代の同級生でもある太田と田中は「あいつは無理だ。一生、会わない」と絶縁を宣言したことが光代のコメントによって明かされている[187]。
- 相手の善悪を問わず私刑に対しては批判的であり「人が人を裁いていいもんじゃないと思ってるんですよ。裁くのは司法じゃなきゃいけない。それを守らないと、この世界は無法地帯になってしまう」と語っている[188]。
- 安倍晋三銃撃事件の被疑者に対しては「彼は絶対にヒーローではないし、暴力では何も解決しないんだ」「私は安倍元首相とは意見が違ったが、たとえどんなに意見が違ったとしても、一人の人間の命が、ああいう形で奪われるべきではないと思っている」「私は今も安倍氏を暗殺した犯人を許せない。同情の余地はないと思っている」とし、正当性を否定する発言をしている[189][190][191]。
- 太田は日大時代に旧統一教会を執拗にからかっていた時期があり、勧誘している女性に下ネタや「全知全能の神は自分より強い奴を作れるのか」といった無理難題な議論を吹きかけるなどの散々な行為を行い、最終的に教会から出入り禁止処分を受けたことを言及している[192][193]。これについて太田は「あのころ統一教会を執拗にからかったのもバカにしたのも、徹底的に否定してやりたいという思いがあったのかもしれない」と振り返っている[192]。また、勧誘された際にビデオルームで見せられた映像に関しては「まあチャチなんですよ作りが。これでのめり込む人は、よほど映画を見ていないか、文学作品で感動していない」「中身があまりにも陳腐で、退屈で、私はすぐに観るのをやめた」という見解を示しその内容を酷評している[192][193]。太田はマスコミが「政治と宗教の関係」や「自民党や旧統一教会の有害さ」を追及することに理解を示しつつ、同時にそれを迷いもなく報道する姿勢に危機感を持ち、問題を追求することと同じ熱を持って「『実力行使』は何の効果もないんだ」という旨をメッセージとして発信し続けなければならないといった考えを持っており[194][195]、先述した安倍晋三銃撃事件の被疑者の正当性を否定する発言は「旧統一教会を否定したことと同じ理由で（被疑者の正当性を）否定する」というスタンスによるものである[192]。その為、後に『サンデージャポン』で旧統一教会の霊感商法や政治との関係の問題を特集した際の発言などが教団や政権への擁護と解釈されたことについては「SNS特有の切り取りで曲解もいいところだよ」というコメントを行い、曲解やデマを一蹴している[196]。
- アメリカ合衆国の功罪を語ったり[197][198]、在日米軍の撤退を意識した主張をしたこともあって[28]、ネット上で「反米」と言われたことがあるが、映画・小説・音楽など、アメリカ文化の影響も受けており、「むしろ親米家だと言ってもらいたいぐらいだから（笑）」と述べている[199]。また、東日本大震災を受けて在日米軍が行った「トモダチ作戦」については「彼らの姿はまさに勇敢だった」と一定の評価をしている[200]。なお、自身の短編小説集『マボロシの鳥』には沖縄戦の後遺症を背景にした「タイムカプセル」という作品が収録されている[201]。
- 中国や北朝鮮に対しては批判的な態度を取っており、『太田総理』の特番では「中国と北朝鮮に迷惑料を請求し責任者を逮捕します」というマニフェストを提示したことがある[202]。また、各国が行った2022年北京オリンピックへの外交的ボイコットについては意外に感じていたことを語っており、オリンピック憲章には「人権侵害は認められない」と記されているため「新疆ウイグル自治区で人権侵害が行なわれているのならば、オリンピックはそれを否定しなければ成り立たない」という見解を示した[203]。
- ロシアによるウクライナ侵攻の早期の終結を望む発言をしている[204]。また、国を護るために闘うウクライナの国民の意志に共感しており、その理由を「それは私が戦前、『進め一億火の玉だ』と言って『お国の為』と戦争に突き進んだ日本人を否定する気持がないからだ」と語っている[175]。
- ジャニーズ事務所創業者であるジャニー喜多川性加害問題を語った際に、芸能界のあり方について「私自身、大きなプロダクションに対する忖度で、（性被害を）訴えている人の小さな声が黙殺されたり、テレビに出演出来なくなるような芸能界であってほしくない」「日本の芸能界が『才能一つ』で成功出来る自由な世界であることを心の底から願っている」「大手プロダクションに対する忖度や、プロダクション同士のパワーバランスによって本来の才能が摘み取られるような世界でないことを強く強く願っている」と発言した[205]。

### 交友関係・好きな芸能人
ビートたけしの大ファンである。たけしのファンになる前は萩本欽一や初代・三波伸介のファンだった。
俳優の松重豊とは交友がある。初対面の時に太田が松重へモデルガンを撃ったというエピソードがある。
サザンオールスターズの大ファンで、2008年のラジオ共演をきっかけに桑田佳祐とメールでの親交もある。特に好きなサザンの曲として「ラチエン通りのシスター」「働けロック・バンド (Workin' for T.V.)」などを挙げている。また、日大時代の傷心していたころに田中と共に江ノ電に乗って互いに片耳ずつイヤホンを付けて「海」をウォークマンで聴いたエピソードがあり、後年に太田は「あれが俺たちの青春だったね」と振り返る発言をしている。2013年のサザンの35周年を記念して開設されたYahoo! JAPANでの特設サイトでは、多くのミュージシャン・文化人のお祝いコメントが並ぶ中で、誰よりも長文でサザンとビートルズの影響力を重ねた内容のメッセージを綴っている。
YMOや細野晴臣、坂本龍一の楽曲も世代であり好きだと公言する一方、若い世代に人気のある曲も聴いているという。他に好きな歌手として、あいみょん、アリス、ジャニス・ジョプリン、スティーヴィー・ワンダー、エルヴィス・コステロ、石野真子、さだまさし、佐野元春、Mr.Children、エレファントカシマシ、GLIM SPANKY、藤岡みなみ&ザ・モローンズ、ASKAなど。また、『日曜サンデー』では、テーマに沿った「ベスト30」を出演者それぞれが選曲する企画で、太田は1位の曲としてインディーズで活動する西山小雨の曲を選んだことがある。
SMAPの大ファンであることを公言しており、メンバーの絆の深さなどをラジオやテレビで熱く語ることが多かった。また、元メンバーの木村拓哉とメールで親交を持っている。そうしたことが縁で「We are SMAP!」の作詞も担当したほどであり、それゆえに同グループが解散することが発表された際にはショックを受けたことと、内情について「本人たちしか分からないあれだし」と前置きをし、メンバー全員を心配する発言をしている。解散後も太田は、木村が主演を務めたドラマ『A LIFE〜愛しき人〜』（TBS系）を絶賛したり、ジャニーズ事務所を退所した直後の香取慎吾と『おじゃMAP!!スペシャル』（フジテレビ系、2017年10月18日）で共演したり、稲垣吾郎・草彅剛・香取の主演した映画『クソ野郎と美しき世界』のエピソード「光へ、航る」で監督を務めるなど、メンバー達と交流を続けている。
森繁久彌や植木等のファンでもあり、共演した際に両者から「いつも見てるよ」という言葉をかけられている。このような経験をしたのは爆笑問題が最後の世代ではないだろうかという趣旨の見解も示されており、太田本人も「そうでしょうね」と語っている。
松田優作を敬愛しており、『蘇る金狼』など優作が出演した映画のセリフを暗記している。『太田上田』内で、『野獣死すべし』の中の優作と室田日出男の有名なシーンのセリフ穴埋め問題が出た際すべて正解している。また、自身が監督したクソ野郎と美しき世界「光へ、航る」の草彅剛演じる工藤修という役名は『探偵物語』で松田優作が演じた工藤俊作と『傷だらけの天使』で萩原健一が演じた小暮修からとられている。
好きな女優として大竹しのぶを挙げている。
タイタン所属で、大阪府知事や大阪市長などを務めていた橋下徹とメールで親交を持っているが、思想や国家観の違いもあって、太田は公の場では橋下を揶揄する発言や異論などを述べている。また、妻の光代と親交がある蓮舫に対しても同様に政治的な主張への違和感や異論などを述べることがある。
大島やすいちが作画を手掛けた『三冠王王貞治物語』を子供のころに読んで感動したことがきっかけで王貞治を尊敬している。
好きなテレビ番組として『DAISUKI!』（日本テレビ）を挙げており、田中と共にボウリング企画のゲストとして出演した事もある。太田はこの番組のカラーが自身の芸風に合わないことを自覚していたため、上述の持ちネタ・芸風にあるような行動をせずおとなしくボウリングに集中した。メインMCを務めた中山秀征もこのような対応をした太田の人柄を高く評価する発言をしている。
2016年以降、radikoのエリアフリー機能を利用して地方ラジオ局のローカル番組を聞くことを日課としており、そのことを『爆笑問題カーボーイ』などで話題にすることが多いが、特に広島県ローカルのRCCラジオ『平成ラヂオバラエティごぜん様さま』や同番組のパーソナリティであるRCCアナウンサー・横山雄二についてはほぼ毎回話題にしている。『サンデージャポン』（TBS系）で広島県を含む西日本で大きな被害があった平成30年7月豪雨を取り上げた際には、横山の発言を引用してコメントし、それをきっかけに横山は同番組に「サンジャポジャーナリスト」（リポーター）として出演した。横山が自身初の小説『ふるさとは本日も晴天なり』（角川春樹事務所・ハルキ文庫 ISBN 978-4758442091）を出版した際には太田が帯のコメントを寄せた。また、横山が監督を務めた2022年公開の映画『愚か者のブルース』に太田は声のみではあるが特別出演した。横山は自身の所用で上京する折に『日曜サンデー』にたびたび出演しており、太田がテレビ生出演中の事故で翌日の放送を欠席した際には代役を務めたことがある（爆笑問題の日曜サンデー#代理パーソナリティを参照）。プライベートではメールの親交があるほか、2019年からは横山が個人で主催するチャリティライブにスタンド花を贈ることが恒例になっている。
RCサクセションに関してはセクシャルなものとからめたダブルミーニングによる言葉遊びや比喩などが取り入れられた時代はよく聴いていたが、政治的なメッセージがストレートに取り入れられた『COVERS』の頃から「あんまり聴かなくなった」という。なお、忌野清志郎は爆笑問題のファンであったが、太田が雑誌で述べた「国政選挙で投票しても何も変わらないのならば、投票しないという選択も正しいのでは」という発言に対してショックを受け、それをきっかけに対談を申し込み「君みたいな影響力のある人が、選挙行くななんて言ったらいけないよ」「政治に無関心なんて言ってると、君の息子なんかが戦争に行っちゃうわけよ」と諭し考えを改めさせている。なお、対談の席では重い雰囲気にならないように忌野がホラガイを吹いて登場した。
右派論壇誌である『WiLL』→『Hanada』には、政治的主張のない時事漫才ではあるが、爆笑問題名義で「日本原論」の連載を持っている。これは編集長の花田紀凱がかねてからお笑い芸人としての爆笑問題の才能を認める発言をしていた縁によるものである。

### 日大芸術学部裏口入学報道裁判
新潮社発行の週刊誌『週刊新潮』が2018年8月16・23日号で「爆笑問題『太田光』を日大に裏口入学させた父の溺愛」と題した記事を掲載。太田側は虚偽の記事を掲載されたとして、発行元の新潮社に約3300万円の損害賠償と謝罪広告の掲載を求めて東京地方裁判所に提訴した。2018年10月に第1回の口頭弁論が行われ、その後は和解交渉が行われたが決裂。2020年10月1日に東京地裁で開かれた公判で、太田本人が初めて法廷に立った。なお、この公判では太田側の証人として高校時代の担任教諭だった人物も出廷し「入試に十分受かる力があった」などと上述の記事の内容を否定する趣旨の証言をしている。12月21日、判決公判が行われ、新潮社に440万円の支払いとウェブサイト上の当該記事削除が命じられた一方、太田が求めていた謝罪広告掲載は「（テレビ・ラジオ番組などにより）発言をする場が存在する」「自分で名誉回復ができる」という判断により認められなかった。新潮社側・太田側双方が控訴したが、2021年12月24日の控訴審判決公判で東京高裁は一審判決を維持し双方の請求が棄却。新潮社側は当初上告する意向を示していたが、「上告に意味がないと判断した」として期限までに上告することなく判決が確定。太田はこれに安堵する旨と一連の騒動を今後もネタにし続ける意向をコメントした。
太田は法廷や一審判決後の記者会見でボケを交えて発言しており、その言動に否定的な意見もあったが、それに対し太田は「我々にとって真剣であるっていうことと、ボケることは矛盾しない」「この問題に関しては、俺が何を思っているかを言うことのほうが大事。勝つ負ける以上に重要な肝だから」と話している。なお、この裁判とは関係のない弁護士は「予想の範囲内の出来事」で「何らこの法律（法廷等の秩序維持に関する法律）に違反するものではない」という見解を示している。

### その他
- カラオケが好きであり、90点以上を取ることを目標にしているが、現時点では達成に至っていない[254]。水曜レギュラーとして出演していた『森田一義アワー 笑っていいとも!』では提供クレジットが流れている中で太田がカラオケを行うコーナーが存在しており、敬愛するサザンオールスターズの楽曲などをよく歌っていた[255]。
- 座右の銘は「未来はいつも面白い[注釈 11]」であり、サインを頼まれた際や『文明の子』をはじめとした著書にもこの言葉を記している[256][257]。
- 司馬遼太郎の『竜馬がゆく』を読んだことが影響して、坂本龍馬を好きな歴史上の人物として挙げている[258]。
- 自宅では光代および飼っているペットや大量のロボットが騒がしいため無口になることが多い[259]。
- 理想の最後の晩餐は「卵かけ納豆ご飯を海苔で巻いて食べる」ことだという[260]。
- パソコンは長きに渡りMacintoshを使用している[51][261]。
- テレビ・ラジオ各局の報道・情報番組を視聴している。また、ネットニュースでは新聞4紙（読売・朝日・毎日・産経）の社説およびライブドアニュースをこまめに読むようにしている[262]。
- ヘビースモーカーでタバコを多い時には1日に40本を吸うことがある。しかし、2008年の人間ドックでの肺検査（呼吸機能・胸部CT・喀痰細胞診）では異常が見られなかった[263]。
- 基本的に酒は飲まない。
- 携帯電話を所有していない[264]。
- 身長は170cm[注釈 12]。
- 尊敬する落語家・立川談志から「（相方の）田中だけは切るなよ」「別れなさんな（コンビを解消するな）」と忠告された[266][注釈 13]。
- 田中編と太田編で特集された『情熱大陸』（MBSテレビ・TBS系、2010年5月16日・5月23日）では田中編の方が視聴率が高く、「ショック隠しきれないですから」と発言した[267]（田中編は5月16日に、太田編は5月23日にそれぞれ放送された）。
- 「かつて視聴者であった頃にわくわくしていた、歌ありコントありのバラエティ番組」をやりたいという将来の夢を持っている。同じ事務所に所属している放送作家と共に企画書を作って関係者に提案したこともあるが、現在のところ実現には至っていない[268]。
- 前述のとおり、地方ラジオ局のローカル番組を聞くことを日課としており、そのことを『カーボーイ』などで話題にすることが多い[231]。その際に、横山雄二に他のローカル番組のパーソナリティとの交流を一方的に持ちかけることがあり、それをきっかけにローカル番組同士の交流が生まれている（平成ラヂオバラエティごぜん様さま#「太田光被害者の会」を参照）。なお、2020年には爆笑問題がギャラクシー賞・DJパーソナリティ賞を受賞したが、受賞理由のひとつとして「ラジコで全国の番組を聴き、自身の番組で話題にして各地のパーソナリティと交流を深めるなど、SNSが隆盛の時代にラジオの場だけで大きな輪を作り上げ、ラジオに新しい広がりを生み出しました」としている[269]。
- 『あまちゃん』、『ひよっこ』といったNHK『連続テレビ小説』の作品を視聴しており、見たうえで内容を酷評することもある[270]。
- 楽天ゴールデンイーグルスの太田光（おおた ひかる）と読み方が違うものの同姓同名であることが話題になった。楽天の太田は、ドラフト後の会見時にも「太田光と言えば断然、爆笑問題さん。それが自分に変わるぐらいになりたい」と語っている[271]。爆笑問題がパーソナリティを務めるラジオ番組『爆笑問題の日曜サンデー』（TBSラジオ）には、広陵高校時代（2014年8月31日）に父親が電話出演。ドラフトで楽天に指名された際（2018年10月28日）には楽天の太田本人が事前収録でメッセージを寄せた。その際に太田は「申し訳ない。同じ名前で嫌な思いしてきたと思う」としながらもエールを送っている[272]。2019年12月29日、楽天の太田はスタジオ生出演し、初めて対面した[273]。
- 妻が言うには熱いお風呂に入っている。
- 結婚指輪を普段からつけている。高額なものでは無くお金がない時代での結婚だったため、1万円程度。新しく買うつもりはない。『爆チュー問題』ではネズミの役でたなチューと2人暮らしという設定なため「現実味がないように」と結婚指輪を外しているが、外すのに時間がかかるという。

### 評価
- 相方の田中裕二は一般的には太田の言動にツッコミを入れたり窘めたりするイメージがあるが、実際のところは「意外にアイツ（太田）のこと好きなのよ」「誤解してるかもしれないけど。いつも怒ってるけど」と述べ太田の人柄や才能に敬意を払っており[274]、太田ひいては爆笑問題の芸風の方向性については「『あんた（太田）がそう決めてやるなら付き合いますよ』という感じ」と述べ、全幅の信頼を寄せている[275]。また、お互いにサザンオールスターズのファンということも仲良くなるきっかけの一つだったため、田中は「サザンがいなかったら? おそらく爆笑問題は誕生していないですね。まず太田と仲良くなってたかどうかが危ういんで。友だちの延長上に爆笑問題がありました」と語っている[212]。
- 独特な発想力は高く評価されており、1998年4月26日に放送された『情熱大陸』の終盤では上述した「空から降ってくる雨が、飴玉だったら楽しいのにな」というシュールな妄想をした際の映像が流れ、その発言の後に「太田光は天才である」という窪田等のナレーションを被せる演出がなされた[88]。
- 尊敬する立川談志は自身のナンセンスな言葉に見事な受け答えをする太田に対して全幅の信頼を寄せていた[54]。桑田佳祐（サザンオールスターズ）も爆笑問題の漫才や『検索ちゃん』を始めとした番組を楽しみに視聴したり、感銘を受けた本として『マボロシの鳥』を挙げるなどして、太田の才能を認めている[212][276]。木村拓哉は『文明の子』について「あれよあれよと読み進めてしまい、普通におもしろいじゃんって思ってしまった。テレビではあんなめちゃくちゃやっているのに、こんなにしっかり書いてくれているんだっていうギャップもありますよね。すごいファンタジーでもあるし、この本を通じて訴えかけたいメッセージがあとから染み伝わってくる」と語っている[277]。佐野元春も『笑って人類!』を全て読んだことを太田に語り、同作の映像作品化を望む発言を行っている[278]。また、岩井勇気（ハライチ）[279]、空気階段[280]、若林正恭（オードリー）[280]、又吉直樹（ピース）[281]、嶋佐和也（ニューヨーク）[282]、中田敦彦（オリエンタルラジオ）[283]、劇団ひとり[284]、永野[285]、ラランド[286]などの後輩芸人や永山瑛太[287]、酒井若菜[257]、花澤香菜[288]、真木よう子[65]などの著名人からも慕われている。かつては有田哲平（くりぃむしちゅー）からも慕われていたが、太田が無鉄砲なボケを連発する芸風に転向してからは距離を置かれ、（あくまでネタの範疇ではあるが）「大嫌い」などと罵られるようになった[38]。
- ラリー遠田からは「自分が思っていることを伝えようとすることに関して、これほどの情熱を持っている人は芸人の中でも珍しい」「私の知る限り、タレントの中で彼ほど私憤と義憤を厳密に区別して話をする人はいない」と評価されている。また、政治的な思想においても、一つの考え方やスタンスに傾倒する訳ではなく、多面的な見方をしていることを指摘している[6]。
- 一般的に太田は変わった人物で、田中はまともで普通の人間というイメージを持たれることが多いが、ウエストランド・井口浩之は太田夫妻と田中は共々変わっていると指摘し「奇跡のバランスで保たれている」と評している。また、古坂大魔王も太田に対しては「（田中や光代と比べると）3人（の中）で一番まとも」と認識している[289]。
- 伊集院光は尊敬する太田の行動として「気に入った話を何度も話すこと」を挙げており、「太田さんはよく同じ話するんだけど、そのときどきでカメラアングル（焦点を当てる場所）が違う」「同じ話を頻繁にしても、その中身が“ある時は爆笑もの、ある時はせつない話”といった具合にまるで『古典落語を聞いてる』ような感覚にさせるのでいつも面白い」と語っている[290]。また伊集院は「僕はバランスがとれない太田さんが好きです」「なかなかバランスがとれないから、色んなことに巻き込まれますけど。あの人がちゃんとバランスがとれるようになったら、なんか分かりませんけど、色々オシマイだと思ってます」とも語っている[291]。
- 親交が深いタレントの一人である中山秀征は、太田の人柄を「ハートフルな男なんだよ」と評しており、その例として先述した『DAISUKI!』のボウリング企画のゲストとして爆笑問題が参加した際のエピソードを挙げており、「ちゃんとルールに則る男なのよ。相手のリングは壊さない」「そういうハートフルな一面を持ってるんだよ、というのを知りながらその後の破壊王（当時の太田の異名）を太田さんを見つめてた訳。ヒールじゃないというのを知ってた訳よ! でもそのヒールを売りにしてる人に、こっちで言うのもなんじゃない」「ロケバスに乗ったらいい人な訳よ」と語っている[39]。また、中山は2025年夏に『太田光のテレビの向こうで』で太田と対談した際に「やっぱり太田さんと会うと、何つうんですかね…太田さんのワールド、世界観が俺は大好きなんです。『テレビが好きだ』というのがにじみ出てくるので」「やっぱりベースが真面目なんですよ。それを言うと（太田本人が）嫌がりますけども（笑）テレビで見せている、演じてる太田さんも面白い。だけども、やっぱりそうじゃない根本的な“ハートの部分”というのがあるから両極ができる。真面目な確固たるものがあるから振り切れる、というのかな。それがこういうトークで2人で話すと特に出ますよね、太田さんは」というコメントをしている[292]。
- 事務所の後輩のハギワラマサヒト（元キリングセンス）が肝硬変で入院し、余命半年と宣告されていた際には「死ぬな!」と励まし続け、生存させるための方策を徹底的に調べ上げ、太田や仲間達がホームページで手術費用の募金を呼び掛け、さらには支援団体にも協力を要請するなど尽力した結果、アメリカで肝臓・腎臓の同時移植手術を施された後、日本に生還している。なお、アメリカでの手術には、医療費・渡航費・滞在費含めて、約5000万円もの莫大な資金がかかっている。このエピソードはエキサイトニュースでも取り上げられ、「テレビの前では、芸人としてある種のヒールを演じている太田ですが、本当は仲間想いの熱い男なのかも知れません」と評された[293]。また、前述したRCCアナウンサー・横山雄二に「お前、まず自分の身体を気をつけろ」といった励ましのメールを平成30年7月豪雨が発生した際に毎日のように送るなど、交流のある人物の体調を気にかけるエピソードは多く存在する[236]。上田晋也（くりぃむしちゅー）も熊本地震発生時や新型コロナウイルスに感染した際などに太田が先述と同様の内容や上田の家族及び親族を心配する内容のメールを頻繁に送ってきた旨を語っており、「意外な一面として、かなり優しい人でもある。ああ見えて実は一番優しい人なのかもしれない」と評している[294]。同期で親交がある松村邦洋は太田の人柄を「困っている人がいたら助けるタイプなんです」と語っており、若手時代に自身を気にかけてくれたことに感謝している旨と敬意を語っている。ちなみにかつて太田は太田プロから独立して仕事が激減していたにもかかわらず気に入らない仕事はしないというスタンスをとっていた時期があり、それを見かねた松村は「太田さん、仕事を選ばないでください」と諭している。太田はこれを聞き入れたことがきっかけで仕事に対する向き合い方を改めるようになったことを明かしている[295][296]。
- 芸に対する真摯さや信念の強さに高い評価がある一方で、前述した無鉄砲な発言に苦言を呈されたり「話が長い」「滑舌が悪い」「ボケの加減を知らない」と指摘されることも多い[297][10][99]。また、齊藤京子は太田の知的なイメージと芸人としての芸風のギャップを「想像していた方とはちょっと違って…。結構“おふざけ”されるのがお好きな方なんだな、と…」と形容しており、これに対して太田は「仕事として30年以上、おふざけをやってきたんだけど（笑）」と大爆笑しながら反論した[30]。また、嶋佐和也（ニューヨーク）も自身のTwitterで太田の著書『芸人人語』を称えたうえで「それにしても文章だとこんなにも思慮深くて優しい人がスタジオだとなんであんなめちゃくちゃなんだろう! あの人たぶん二重人格だと思います!」と冗談を交えて語っている[282]。
- 吉田豪は太田のことを「誰よりも空気が読めないし、生放送の短い尺で自分の意見を言うことが致命的に下手である」「彼はラジオなり文章なりでじっくり語らないと一切真意が伝わらない人」「いつでも誰よりも迷い続けている。だから話が長くなるし、どうにか短くまとめようとすると誤解しか産まないことになるのだろう」「太田さんは誰でも容赦なくいじるけど、誰でも区別なく救おうともする人で、それがいつも言葉足らずだからよく炎上するんだと思ってます」と評している[298][299]。
- モト冬樹は太田の発言が度々炎上することに対して「彼は歯に衣着せぬコメントが身上だけにしかたないといえばしかたないんだけどね」「なんせ彼は考えながら話すので話が長い だから一部を切り取られると極端な話として伝わっちゃうんだろうな」「でも その長い話こそが忖度をしていない彼の良さなんだからこりゃしかたないのかも」「今後も彼は変わらないだろうな きっと」と評している[300]。
- 思想が一部異なる作家の百田尚樹は太田のことを「太田氏とは会ったことはないけど、頭のいい人と思ってる」「彼の言葉もいろいろ切り取られて取り上げられるが、大半はギャグで言ってることだろう」と評している[301]。

## 出演
コンビでの出演は「爆笑問題」の項目を参照のこと。

### 現在の出演番組
- 太田上田（2015年9月 - 2017年4月:月曜 - 金曜深夜[302]、2017年4月 - :火曜深夜、中京テレビ)
- 世界にいいね!つぶやき英語　→ 太田光のつぶやき英語 → ＃バズ英語〜SNSで世界をみよう〜（2020年4月 - 、NHK Eテレ）
- 東海地方のド定番 なぜそこまで愛される?太田×石井のデララバ（2023年10月18日- 、CBCテレビ）
- 太田光のテレビの向こうで（2024年1月4日 - 、BSフジ）
- ぎりぎりをせめるので続くだけやります法律お笑い（2024年10月7日 - 、フジテレビ） - ナレーション

### 過去の出演番組

#### バラエティ
- 笑っていいとも!（2000年4月 - 2014年3月、フジテレビ） - 水曜レギュラー[注釈 14]
- 侃侃諤諤（2013年10月 - 2014年3月、テレビ朝日）

#### 単発・ゲスト出演
- 24時間まるごと太田光「一日編成局長」映画に自由を。（2007年9月1日、日本映画専門チャンネル）
- 王様のブランチ（2010年10月30日、TBS）
- SMAP×SMAP（2011年1月10日、フジテレビ）「みんなで歌おう!!SMAPniのど自慢!」にて自らが作詞した「We are SMAP!」をSMAPと共に歌う
- しゃべくり007（2011年1月24日、日本テレビ）
- あさイチ（2012年2月3日、NHK総合）
- S☆1（2012年11月17日・18日、TBS） - 田中が緊急入院（田中裕二 (お笑い芸人)#略歴を参照）した際の代理キャスター
- A-Studio（2013年5月17日、TBS）
- 櫻井有吉アブナイ夜会（2014年4月17日、TBS）
- ザ・プレミアム 138億年の超絶景!宇宙遺産100（2014年8月、NHK BSプレミアム）
- THE 博学 新春スペシャル（2015年1月3日、テレビ朝日）
- サワコの朝（2015年4月18日、毎日放送・TBS）
- さんまのお笑い向上委員会（2015年4月18日 - 5月2日、5月30日 - 6月20日、2016年5月21日、5月28日、7月9日、7月16日 フジテレビ）
- SONGS（2017年7月13日、NHK総合）
- 新理論バラエティー! 太田光の正義か悪か!?（2017年9月2日、日本テレビ） - MC
- おはよう、たけしですみません。（2017年10月2日 - 6日、テレビ東京）[303]
- ぐるぐるナインティナイン（2017年10月26日、2020年10月8日・15日、日本テレビ）「グルメチキンレース・ゴチになります!」
- おじゃMAP!!スペシャル（2017年10月18日、フジテレビ）
- R-1ぐらんぷり2018優勝者特番 濱田祐太郎のした事ないこと!（2018年6月3日、フジテレビ）
- 石橋貴明のたいむとんねる（2018年6月4日、フジテレビ）
- 天国からのお客さま（2018年10月20日、NHK BSプレミアム）
- FNS27時間テレビ（2019年11月2日、フジテレビ）
- 新美の巨人たち（2019年11月16日、11月23日、テレビ東京）
- Mr.サンデー（2019年12月22日、フジテレビ・関西テレビ）
  - 日曜THEリアル! Mr.サンデー発 宮根×太田 今こそニッポン変えませんか?・Mr.サンデー（2020年4月12日・5月10日、フジテレビ・関西テレビ）
- 日曜ビッグバラエティ 世界の仰天詐欺事件! 爆笑問題・太田&東大王・伊沢 巧妙手口を見破れる?（2020年7月12日、テレビ東京）
  - 日曜ビッグバラエティ 世界の衝撃詐欺事件! 爆問太田&クイズ王・伊沢 巧妙手口を見破れるか?（2020年11月8日、テレビ東京）
  - 爆問太田&クイズ王伊沢 犯罪の手口を見破れ!（2022年4月23日、BSテレ東）
- 熱闘!Mリーグ（2021年1月24日 - 同年2月28日、ABEMA NEWSチャンネル・テレビ朝日） - 田中の病気療養による休養期間中の代打MC
- 秘密のケンミンSHOW 極（2020年9月、2021年2月・3月、2021年4月22日・29日、ytv制作・日本テレビ） - 田中の病気療養による休養期間中の代打MC
- 芸人記者 ニュースマン（2021年3月14日、フジテレビ） - MC
- 太田光が問う! 選挙SP（2021年3月29日、TBS）
  - news23「太田光と問う!」（2021年5月12日・9月14日、TBS）
- 選挙の日2021 太田光と問う!私たちのミライ（2021年10月31日、TBS） - スペシャルMC[304]
  - 選挙の日2022 私たちの明日（2022年7月10日、TBS） - スペシャルMC
  - 決戦! 緊急W中継 SMBC日本シリーズ2024×選挙の日（2024年10月27日） - スペシャルMC
- 没後40年特別企画『向田邦子に“恋”して』（2021年11月13日・BS-TBS）
- 太田光×石井亮次 東海3県ぴかりニュース大賞（2021年12月30日、CBC） - MC[305]
  - 太田×石井が生放送 お金で斬る!東海3県ニュースな人（2022年12月21日、CBC） - MC
- 太田×石井のブームを生んだアノ人に新作つくってもらいました。（2022年6月18日、CBC） - MC
- 太田×石井のイチから名古屋 味仙に130時間密着SP（2023年5月24日、CBC） - MC

### ドキュメンタリー
- 知るを楽しむ・私のこだわり人物伝「向田邦子・女と男の情景」（2005年6月、NHK教育）
- ラストデイズ「忌野清志郎×太田光」（2014年5月2日、NHK総合） - RCサクセションの問題作アルバム『COVERS』の制作の経緯にスポットを当てた番組であり、アルバムの作風に違和感を覚えRCから離れていった太田が当時の関係者にインタビューを行い心境を問う内容。前述した対談についても触れられている[239][240]。
- ファミリーヒストリー「亡き父が残した書 “爆笑問題とは何ぞや”」（2019年11月25日、NHK総合）
- クローズアップ現代+「密着! としまえん 最後の夏」（2020年9月1日、NHK総合）
- ふたりのディスタンス「爆笑問題 太田光と妻・光代」（2022年8月11日、NHK総合）

### WEB番組
- 太田と上田 能天気な人生論（2014年5月20日 - 2015年1月10日、BeeTV） [注釈 15]

### テレビドラマ
- マコトノハナシ「初笑い」「年賀状」（1992年1月4日、NHK総合）
- 悪いこと「確率」（1992年5月28日、フジテレビ） - 脚本兼任
- 世にも奇妙な物語「不幸の伝説」（1992年6月25日、フジテレビ）
- 孤独のグルメ特別編 それぞれの孤独のグルメ 第1話（2024年10月5日、テレビ東京） - 中華料理店『一番』の大将 役[306]

### テレビアニメ
- アン・シャーリー（2025年、NHK総合） - J.A.ハリソン 役[307]

### 映画
- バカヤロー!2 幸せになりたい。第2話「こわいお客様がイヤだ」（1989年） - 鳥井守 役
- おいしい結婚（1991年） - マネー・トランジットセブンの店員A 役
- 草の上の仕事（1993年） - 主演・アルバイト 役（後藤直樹との共主演）
- たどんとちくわ（1998年） - タクシーの乗客 役
- 模倣犯（2002年） - 本人 役
- 実りゆく（2020年） - 本人 役
- 愚か者のブルース（2022年） - 借金取りの声 ※特別出演
- 漫才協会 THE MOVIE 舞台の上の懲りない面々（2024年3月1日）※友情出演（ドキュメンタリー映画）

### 劇場アニメ
- 東映まんがまつり 映画 おしりたんてい カレーなる じけん（2019年） - アルパチ 役[308]

### 吹き替え

#### 実写映画
- ポップ・ガン（1995年） - ロックドック

- エンカウンター3D（1999年） - 博士
  - 3D迷宮事件（2004年） - 博士

#### 海外アニメ
- アイス・エイジシリーズ - シド 役 
  - アイス・エイジ（2002年）
  - アイス・エイジ2（2006年）
  - アイス・エイジ3/ティラノのおとしもの（2009年）
  - アイス・エイジ クリスマス（2011年）
  - アイス・エイジ4/パイレーツ大冒険（2012年）
  - アイス・エイジ5/止めろ! 惑星大衝突（2016年）
  - アイス・エイジ バックの大冒険（2022年）

### 人形劇
- 連続人形活劇 新・三銃士（2010年、NHK教育） - ルミエール 役

### ゲーム
- TIZ -Tokyo Insect Zoo-（1996年） - ザッカ 役

### ラジオ
- 立川談志・太田光 今夜はふたりで（2007年10月6日 - 2008年3月29日、TBSラジオ）
- 今晩は 吉永小百合です（2010年8月8日・8月15日、TBSラジオ）
- 桑田佳祐のやさしい夜遊び（2010年10月30日、JFN系） - メインパーソナリティの桑田佳祐は当時食道がんの治療にともない番組を休演しており、代理パーソナリティを務めていた斎藤誠との対談ゲストとして出演した[309]。
- よんぱち 48hours 〜WEEKEND MEISTER〜（2012年2月3日 - 、TOKYO FM）
- ラジオワールド - 爆笑問題・太田光が訊く 瀬戸内寂聴の戦後70年（2015年7月19日、TBSラジオ）
- ゆく小木、くる小木、ぼく矢作（2015年12月31日、TBSラジオ） - 番組後半に乱入。
- おぎやはぎのメガネびいき（2015年12月31日、TBSラジオ） - 「ゆく小木、くる小木、ぼく矢作」の後半から引き続き出演。
- 中四国ライブネット 平成ラヂオバラエティごぜん様さま 神ってる広島 最高で～すスペシャル（2016年12月4日、RCCラジオ） - 電話出演
- 大竹まこと ゴールデンラジオ!（2020年3月11日、2021年6月24日・文化放送） - ゲスト
- 伯山ラジオ寄席 太田光×神田伯山 この噺を聴け（2020年4月19日、TBSラジオ）
- 木村拓哉 Flow supported by GYAO!（2020年7月マンスリーゲスト、TOKYO FM）
- TOKYO SPEAKEASY（2021年1月14日、TOKYO FM） - 山田雅人と対談。
- ラジオ100年プロジェクト キクコトノミライ（2022年8月19日、NHKラジオ第1放送） -　太田が聴取する地方ラジオ局のパーソナリティである横山雄二、RBCiラジオ『ラジオBar南国の夜』の與古田忠と出演。
- 山崎怜奈の誰かに話したかったこと。（2022年10月10日、TOKYO FM） - 「ラジオフレンズWEEK」ゲスト

### DVD
- 笑う超人 立川談志×太田光（2007年）※企画・演出・出演
- 日常にひそむ数理曲線（2010年、ベネッセ教育研究開発センター 慶應義塾大学 佐藤雅彦研究室）※ナレーション

### CM
- 日清紡「SUPER SOFT｣（1993年）
- アサヒビール「スーパーモルト」（2000年3月）
- 映画『アイス・エイジ』（2002年7月）
- 「ダリ回顧展」（2006年6月）
- スカパーJSAT「スカイパーフェクTV」（2007年4月）
- ゼファー「サクラディア」（2007年9月）
- 明治製菓「MINTZ」（2010年4月）
- U-NEXT（2020年4月） - 今田美桜と共演[310][311]

## 監督作品

### 映画
- 『バカヤロー!4 YOU! お前のことだよ』 第1話「泊ったら最後」（1991年）
- 『クソ野郎と美しき世界』「光へ、航る」（2018年）

## 著書
爆笑問題名義の著書は爆笑問題#出版を参照のこと。なお、爆笑問題名義でも多くは太田1人で執筆している（原稿料・印税は田中にも配分されている）。

### エッセイ
- カラス（34歳までの人生をインタビュー形式で振り返る虚実入り乱れた自伝、1999年、小学館、 ISBN 978-4093593618）
  - 爆笑問題 太田光自伝 （『カラス』を改題・文庫化、2001年、小学館文庫、ISBN 978-4094022865）
- ザ・ロングインタビュー(4) 人は、なぜ笑うのか?（BSフジの番組『ザ・ロングインタビュー』を再構成、2001年、扶桑社、ISBN 978-4594033491）
- パラレルな世紀への跳躍（2003年、ダイヤモンド社、ISBN 978-4478942048 / 集英社文庫版：2007年、ISBN 978-4087461435）
- 天下御免の向こう見ず（爆笑問題名義の単行本から太田のエッセイのみを選り抜き文庫化、2004年、幻冬舎文庫、ISBN 978-4344405288）
- ヒレハレ草（同上、2004年、幻冬舎文庫、ISBN 978-4344405561）
- 三三七拍子（同上、2004年10月、幻冬舎文庫、ISBN 978-4344405745）
- NHK知るを楽しむ(火) 私のこだわり人物伝 （「向田邦子 女と男の情景」、2005年、日本放送出版協会、ISBN 978-4141891246）
- トリックスターから、空へ（2006年、ダイヤモンド社、ISBN 978-4478942321 / 新潮文庫版：2009年、ISBN 978-4101383514）
- 向田邦子の陽射し（2011年、文藝春秋、ISBN 978-4163743509）
- しごとのはなし（2011年、ぴあ、ISBN 978-4835617954）
- 違和感（2018年、扶桑社、ISBN 978-4-594-07942-0）
- 芸人人語（2020年、朝日新聞出版、ISBN 978-4023319202）
- 芸人人語 コロナ禍・ウクライナ・選挙特番大ひんしゅく編（2022年、朝日新聞出版、ISBN 978-4022518354）
- 芸人人語 旧統一教会・ジャニーズ・「ピカソ芸」大ひんしゅく編　(2024年、朝日新聞出版、ISBN 978-4022519788)

### 小説
- マボロシの鳥（2010年、新潮社、ISBN 978-4103285113）
  - 絵本マボロシの鳥（影絵・藤城清治、2011年、講談社、ISBN 978-4062169561）
- 文明の子（2012年、ダイヤモンド社、ISBN 978-4478017715）
- 笑って人類！（2023年、幻冬舎、ISBN 978-4344040816）

### 共著
- 憲法九条を世界遺産に（中沢新一との共著、2006年、集英社新書、ISBN 978-4087203530）
- 禁煙バトルロワイヤル（奥仲哲弥との共著、2008年、集英社新書、ISBN 978-4087204636）
- 爆笑問題と考える いじめという怪物（NHK「探検バクモン」取材班との共著、2013年、集英社新書、ISBN 978-4087206913）
- 「言葉」が暴走する時代の処世術（山極寿一との共著、2019年、集英社新書、ISBN 978-4087211016）
- 憲法九条の「損」と「得」（中沢新一との共著、2020年、扶桑社、ISBN 978-4594083762）

### 編集
- チビカミ（小沢友紀子著、『爆笑問題のススメ』の企画により発行、2004年、フィールドワイ、ISBN 978-4901722421）

### 雑誌連載
- 一冊の本「芸人人語」（2019年4月号 - 、朝日新聞出版）
- 週刊文春woman「爆笑問題 太田光の危ない事件簿」（2020年春号 - 、文藝春秋）

### インターネット配信
- アマガエル（絵本の制作および朗読を担当。2021年3月2日 - 5月1日、教育アプリ「maria@home」で配信）

## 作詞
- アニメ『ドクタースランプ』オープニングテーマ『アラレ!パラレ!』（作曲・編曲：太田美知彦）
- JT「飲茶楼」CM曲『飲茶楼で、めちゃうまかろう』（白部真一との共作。作曲：山野直子・内山肇、編曲：會田茂一）
- SMAP『We are SMAP!』（作曲・編曲：久石譲）
- 田原俊彦『ヒマワリ』（作曲: 宮地大輔・大野裕一、編曲：大野裕一）